# Велосипедная аллея
Велосипе́дная аллея — аллея в историческом районе Острова Петроградского административного района Санкт-Петербурга. Проходит от Северной дороги до Теннисной аллеи на Крестовском острове.

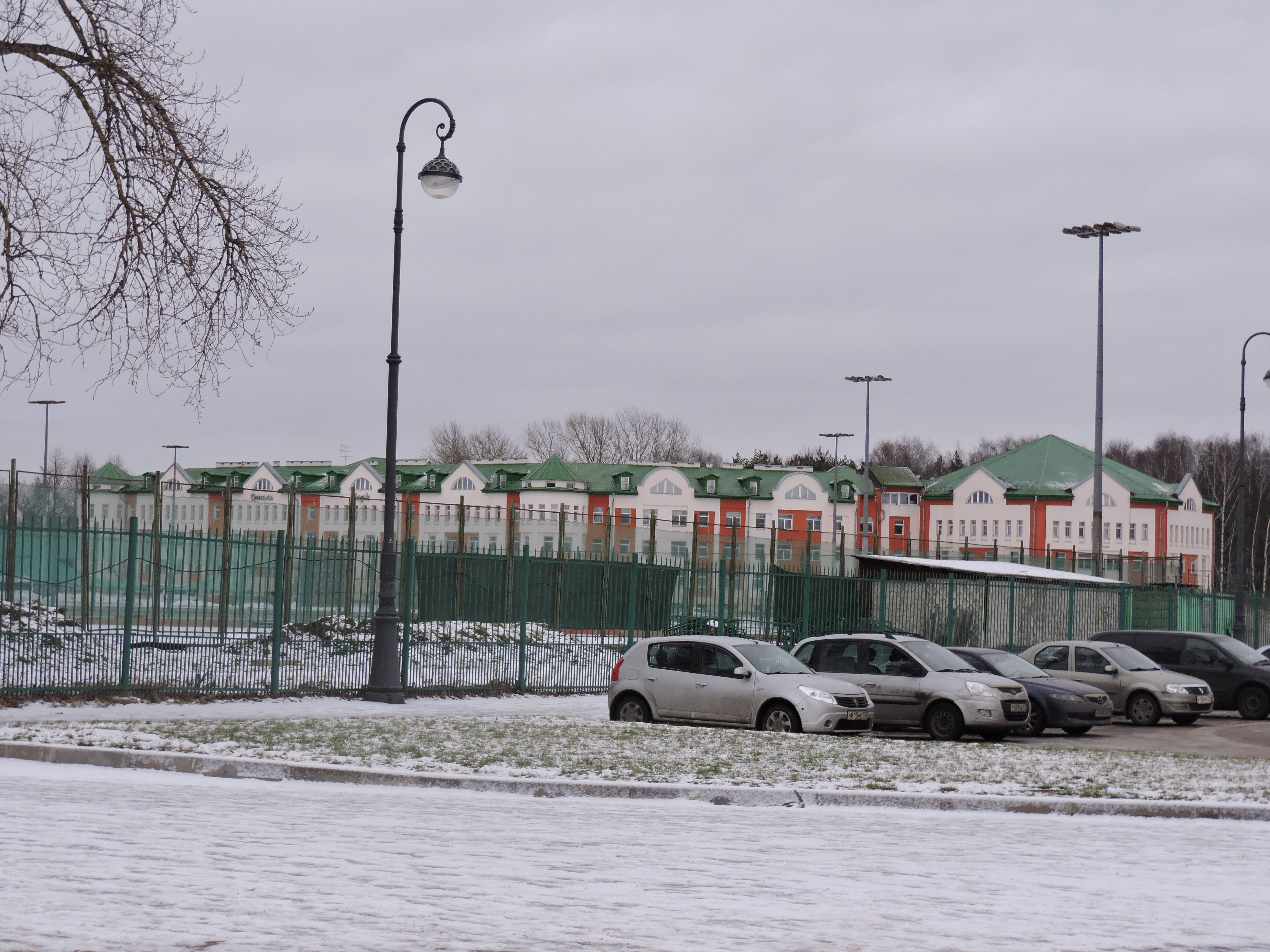
Отель «Парк Крестовский»

## История
Аллея получила название 23 июня 2011 года.

## Пересечения
С севера на юг Велосипедную аллею пересекают следующие улицы:
- Северная дорога — Велосипедная аллея примыкает к ней;
- Теннисная аллея — Велосипедная аллея переходит в неё.

## Транспорт
Ближайшие к Велосипедной аллее станции метро — «Зенит» 3-й (Невско-Василеостровской) линии (около 1 км по прямой от конца Велосипедной аллеи) и «Крестовский остров» 5-й (Фрунзенско-Приморской) линии (около 1,6 км по прямой).
Движение наземного общественного транспорта по аллее отсутствует.
Ближайшие к Велосипедной аллее железнодорожные платформы — Старая Деревня (около 1,85 км по прямой от начала аллеи) и Яхтенная (около 1,95 км по прямой от начала аллеи).

## Общественно значимые объекты
- Приморский парк Победы (по восточной стороне аллеи);
- Отель «Парк Крестовский» (у примыкания к Северной дороге) — Северная дорога, дом 12, литера Б.